# Inductief gekoppelde plasmamassaspectrometrie

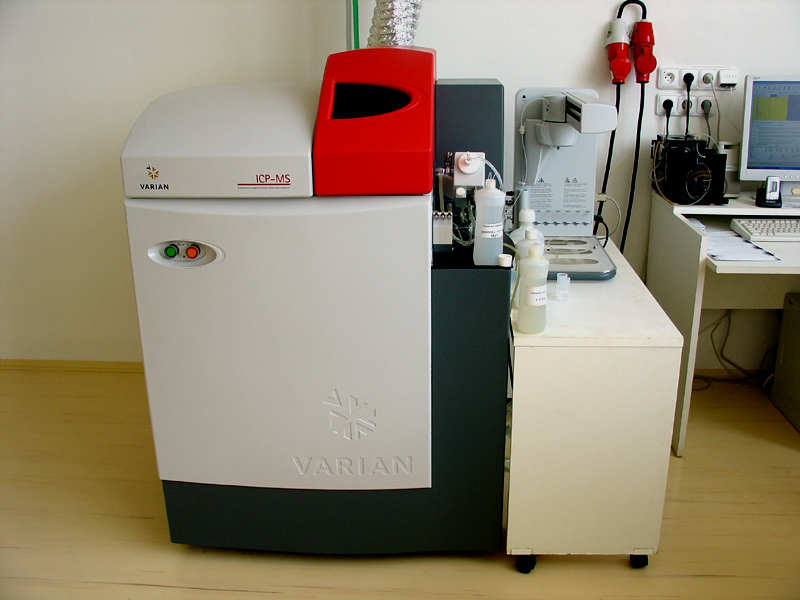
Een ICP-MS

Een inductief gekoppelde plasmamassaspectrometer of ICP-MS (Eng.: inductively coupled plasma mass spectrometer) is een koppeling van een inductief gekoppeld plasma (ICP) met een massaspectrometer. Daardoor wordt de bepaling mogelijk gemaakt van metalen en sommige niet-metalen, met zeer grote gevoeligheid. De techniek kan die elementen opmeten in concentraties tot 10−12 gram per liter.

## Historische ontwikkeling
Dat een plasma een bron van ionen zou kunnen zijn voor een massaspectrometer was al vrij snel duidelijk, de voornaamste moeilijkheid was de temperatuur en daarbij het behoud van de ionisatie. De eerste experimenten stammen uit ongeveer 1973 met een plasma gevormd tussen koolspitsen met gelijkstroom, een zogenaamd DC-plasma. De extractie van ionen uit het plasma werd gedaan door één gaatje in een plaatje van molybdeen. Omdat de kerntemperatuur van zo'n plasma niet hoog genoeg is, werd dit geen succes (zie verder bij 'plasma').
Toen het inductief gekoppeld plasma (ICP) een wijdverbreide techniek werd is dat door Fassel en Houk, Date en Gray in 1980 voor het eerst geprobeerd, waarbij de eerste massaspectra werden gezien. Er werden veel achtergrondmassa's en andere storingen waargenomen. Toen een ionenextractie met twee gaatjes en een middelmatig vacuüm werd bedacht en toegepast, ging het veel beter. In 1983 volgde de introductie van commerciële instrumenten door twee fabrikanten (Sciex in Canada en VG Isotopes Ltd in de UK) De eerste werden in 1984 afgeleverd.
Die eerste instrumenten besloegen vele vierkante meters laboratoriumoppervlakte. Men bouwde veelal speciale ruimten, ook al vanwege de ongekende analytische gevoeligheid. Rond de eeuwwisseling (dus na 15 jaar) waren er wereldwijd vele duizenden in gebruik, waren er een tiental fabrikanten, de prijs meer dan gehalveerd en de afmeting gereduceerd tot een ruime kubieke meter.
In 2009 is die ontwikkeling gestabiliseerd, er zijn er tienduizenden in gebruik.

## Soorten
Er zijn meerdere soorten massaspectrometers mogelijk. De meest voorkomende is een
- quadrupool, andere mogelijkheden zijn:
- dubbelfocusserende magnetische of elektrostatische sector met enkele of meervoudige collectordetectiesystemen
- time- of flightsystemen (zowel axiale als orthogonale versnellers zijn gebruikt).

Andere spectrometers die gebruikmaken van ICP als bron zijn:
- ICP-AES (Atomic Emission Spectrometer),

ICP-MS kan ook isotopenverhoudingen bepalen.

## Plasma
ICP (Inductively Coupled Plasma) – Een plasma is de vierde vorm die materie kan aannemen (naast vast, vloeibaar en gas) Het bestaat uit vrijwel uitsluitend vrije ionen en elektronen, zodat het elektrisch geleidend is.
Een plasma bij deze technieken is (bijna) altijd een argonplasma, omdat het de hoogste ionisatie-energie heeft van de bruikbare gassen en alle elementen. Daarom kunnen ook elementen met een hoge ionisatie-energie voor meer dan 90% geïoniseerd worden en in een massaspectrometer worden gemeten.

#### Monsterintroductie
Er zijn verschillende manieren om een monster geschikt te maken om in te voeren in het plasma van een ICP-MS:

##### In oplossing brengen
Dit gebeurt bij voorkeur in salpeterzuur, omdat dit zuur bijna geen storende elementen bevat zoals zwavel (zwavelzuur) of chloor (zoutzuur). Moeilijk oplosbare monsters, zoals ertsen, biologische of keramische materialen kunnen behandeld worden met salpeterzuur in een verhitbare autoclaaf. Daarna kan deze vloeistof worden verstoven met een geschikte verstuiver en in het centrale kanaal van de plasmatoorts worden gevoerd.
Om oplossingen van hoge concentraties zouten op zeer lage concentraties bestanddelen te kunnen onderzoeken moeten speciale maatregelen worden getroffen om te voorkomen dat die zouten de sampler en/of skimmer (zie #interface) laten aangroeien en de gaatjes daarin van vorm veranderen, waardoor de gevoeligheid sterk zou worden beïnvloed. In zo'n geval gebruikt men FIAS, een methode die, door middel van een kraan met monsterlus, slechts een kleine hoeveelheid tegelijk van de sterke oplossing in de verder blanco oplossing meevoert. De monsterlus is zo bemeten dat de signalen van de ICP-MS juist hun maximum bereiken, waardoor een optimaal evenwicht wordt bereikt tussen de gevoeligheid en de belading met de hoge concentratie van zouten. Die belading wordt weggewerkt in de tussenpozen tussen de verschillende te meten monsters.

##### Laserablatie
Dit is een techniek waarbij een laserbundel van hoge energie met één puls het monster verdampt, waarna deze damp zonder verdere behandeling in de centrale buis van de toorts kan worden ingevoerd. Een complicatie bij deze methode is het verkrijgen van vergelijkingsmateriaal.

##### Chromatografie
Een ICP-MS is, ondanks de complexe techniek, niet meer dan een detectiesysteem, vergelijkbaar met een 'conventionele' massaspectrometer. Het verschil is de ionenbron. Dit gaf onderzoekers (analytisch-chemici) het idee om ook een gas- of vloeistofchromatograaf aan te sluiten. Dit heeft grote mogelijkheden geopend in de milieutechniek en onderzoeken naar vervuiling..
Men verlengt in dit geval de scheidingskolom van de chromatograaf met een verwarmd en voldoende lang en dun glazen capillair dat via een T-stukje in de verstuivergasleiding wordt ingevoerd, vaak tot vlak onder het plasma. Soms is in dit geval toevoeging van zuurstof nodig, om het eventuele oplosmiddel voortijdig tot CO2 te verbranden, zodat onverbrande koolstof niet het gaatje van de sampler zou verstoren.
Op deze manier wordt het mogelijk om per piek die uit de chromatograaf komt, een volledig massaspectrum op te nemen, of eenvoudig enkele massa's goed te meten.

##### ETV
Dit is electrothermal vaporisation, een techniek waar het monster ingebracht wordt in een grafietbuisje, dat met een hoge stroom op de atomisatietemperatuur van het monster wordt gebracht. De damp kan ook weer rechtstreeks naar de toorts worden gevoerd. Deze methode heeft een voordeel, omdat door thermische voorbehandeling het monster kan worden ontdaan van een aantal storende elementen.

##### Autosampler
In bijna alle gevallen kunnen monsterautomaten de inbreng van de monsters automatiseren en de reproduceerbaarheid verhogen.

## Massaspectrometer
De massaspectrometer bestaat achtereenvolgens uit een 
- interface, die de door het plasma geleverde ionen van de extreem hoge temperatuur (> 5000 K) en atmosferische druk moet brengen naar kamertemperatuur en hoog vacuüm (< 0,001 Pa)
- ionenoptiek, die de vrije ionen moet focusseren op de ingangslens van de eigenlijke
- massaspectrometer. Dit is meestal een quadrupool, een samenstel van 4 metalen (of met metaal opgedampte keramische) staven, die met een soort resonantieprincipe (zie quadrupool) de verschillende massa’s van elkaar scheiden
- een elektronmultiplier, een soort detector, die één invallend ion door meerdere botsingen op actieve oppervlakken weet te versterken tot een meetbare elektrische puls
- elektronica die deze pulsen telt en sorteert naar de massa die door de elektronica van de quadrupool is geselecteerd. Deze massaselectie kan zeer snel gebeuren (binnen 1 milliseconde), zodat binnen één seconde een kompleet massaspectrum kan worden opgenomen en weergegeven op een computer

### Interface
Het plasma is gericht op een eerste gaatje (ong. 1 mm) in de “samplercone”, die meestal van nikkel is, maar ook nikkel met een centrum van platina of zelfs aluminium wordt gebruikt. Vlak daarachter, op ongeveer 6 mm bevindt zich een tweede gaatje, meestal iets kleiner en aan het einde van een spitsere conus (tophoek < 90 graden) Deze conus heet “skimmer” en neemt het centrale deel van de ultrasone gasjet die uit de sampler komt. De ruimte tussen de sampler en skimmer wordt gepompt naar een midden-vacuüm (ong. 500 Pa). De gehele interface moet gekoeld worden op kamertemperatuur om de beide conussen niet te laten smelten.

### Ionenoptiek
De voornaamste taak van de ionenoptiek is het scheiden van de positief geladen ionen van de fotonen (het licht van het plasma) en de eventuele vaste deeltjes die mee zijn gekomen in de sterke stroming. Bovendien moeten de ionen gefocusseerd worden op de inlaat van de quadrupool, een doel dat niet groter is dan 2 mm. Daarvoor zijn een aantal oplossingen ontwikkeld en in gebruik.

#### Shadow stop
Deze is geplaatst op enige afstand van de skimmer, direct aan de achterzijde van de interface en dient voornamelijk om fotonen te blokkeren.

#### Einzellens
Dit is de eenvoudigste opstelling. Zij bestaat uit een enkele holle cilinder die de divergerende ionenbundel door een aangelegde spanning opnieuw focusseert op een doel. Soms worden ook drie dezelfde cilinderlenzen in serie gebruikt, waarbij de twee buitenste dezelfde spanning voeren.

#### Barrellens
Dit is een samenstel van een (grotere) holle cilinder met aan ieder open eind een plaat met een centraal gat. Binnen de cilinder is in het midden een klein plaatje opgehangen dat dienstdoet als shadowstop. Door het aanleggen van drie verschillende spanningen op de sluitplaten, de cilinder en de fotonstop kan de ionenbundel eveneens gefocusseerd worden.
Optie twee en drie werden soms samen gebruikt, tegenwoordig wordt vaak alleen voor optie twee gekozen met een enkel lenselement. Omdat de focussering afhangt van de m/z-ratio kiest men er dan vaak voor om de focusseerspanning af te laten hangen van de gekozen massa van de quadrupool via een geoptimaliseerde relatie.
De voorgaande oplossingen gaan uit van een in-line opstelling, de volgende hebben een andere oplossing:

#### Omegalens
Dit is een opstelling waarbij de ionenbundel weggebogen wordt, evenwijdig verplaatst vanuit de centrale as, waardoor fotonen en neutrale vaste delen tegen de wanden worden weggevangen.

#### Ion mirror
Hierbij wordt de ionenbundel 90 graden omgebogen door een ringelektrode, die met een hoek van 45 graden op de ionenbundel staat. Licht en vaste delen gaan natuurlijk rechtdoor.

#### Ion guides
Dit is vaak een stelsel van 4, 6 of 8 evenwijdige elektrodes in een ring opgesteld, waarin het centrum van de ionenbundel wordt weggeleid van het licht en vaste delen.

### Quadrupool
De quadrupool bestaat uit vier evenwijdige elektrisch geleidende staven met ronde doorsnede, die op gelijke afstand gemonteerd zijn binnen een paar isolerende ringen. Ze zijn kruislings per paar elektrisch met elkaar verbonden en krijgen een positieve of negatieve gelijkspanning toegevoerd, waarop een wisselspanning wordt gesuperponeerd. Als verschillende ionen door de quadrupool geleid worden, kan men ionen van een bepaalde m/z (massa/ladingsverhouding) doorlaten en de andere elimineren door de frequentie van de wisselspanning te variëren. Het is eenvoudiger om de grootte van wisselspanning en gelijkspanning samen te veranderen met hetzelfde resultaat. De quadrupool fungeert als massafilter.

### Detector
Er zijn twee types detectoren beschikbaar: de CEM (Channel Electron Multiplier) en de ETP (een type fotomultiplicator).

#### CEM
Dit is een gebogen buisje met vangtrechter, waar door een halfgeleidende laag aan de binnenzijde waarop spanning wordt gezet, een vermenigvuldiging plaatsvindt. Een inslaand ion maakt meerdere elektronen vrij uit de oppervlakte, die door de laag aan de overzijde van de buis worden aangetrokken. Daar worden weer meerdere elektronen vrijgemaakt en zo verder. Zo kan uit de inslag van één enkel ion een meetbare elektrische puls worden verkregen.

#### ETP
Het vermenigvuldigingsmechanisme is hier hetzelfde, maar deze detector heeft, net als een normale fotomultiplicator, een aantal discrete elektroden (zogenaamde dynoden), die op een oplopende spanning worden gehouden.

### Elektronica
De ionpulsen worden geteld en samen met het bijbehorende massagetal verwerkt tot een massaspectrum. Hiermee kunnen meetresultaten worden geproduceerd in de aangesloten computer, die uitsluitsel geven over de concentraties van de verschillende samenstellende elementen in het monster.

#### Correcties
Het dynamisch meetbereik van de gekozen detectoren, voor elke detector die ion-inslagen telt, heeft om twee redenen een beperking:
- Na de inslag van een ion gaat de 'vermenigvuldiging' van start en moet een wolkje elektronen de weg door die vermenigvuldiging afleggen. Het vrijkomen van die eerste elektronenwolk kost tijd, een volgend inslaand ion zal binnen deze tijd, hoe kort ook, niet worden 'gezien'.
- De waarschijnlijkheid dat de ionen inderdaad tegelijkertijd aankomen neemt toe bij hogere intensiteiten. Er wordt dan ook maar één geteld.

De manier om dit te compenseren heet 'dead-time correctie'. Over het algemeen treedt dit verschijnsel op boven intensiteiten van 106 ionen/sec. Bij het toepassen van een CEM past men een algoritme toe om deze niet-lineariteit op te heffen dat neerkomt op het kunstmatig toevoegen van 'ion-counts' die, gezien de intensiteit van dat moment, in deze 'dead-time' zouden zijn gevangen.
De ETP heeft extra mogelijkheden boven dit algoritme. Omdat een ionendichtheid van deze orde van grootte, ook een elektronenstroom van deze grootte-orde tot gevolg heeft, wordt het technisch mogelijk deze stroom betrouwbaar te meten na een beperkt aantal vermenigvuldigingen in de multiplier. Technisch wordt het dan ook zo gedaan, dat als de ionenintensiteit toeneemt tot boven ongeveer 106 counts, het laatste deel van de detector wordt uitgeschakeld en halverwege de opgewekte stroom wordt gemeten. Op deze manier is het mogelijk het dynamisch bereik met nog twee decaden tot meer dan 108 uit te breiden.

#### Beveiligingen
In een complex systeem als een ICP-MS, waarin vele disciplines samenkomen (vacuüm, gassen, water, uv-licht, radiofrequente straling, hoge spanningen en sterke zuren) moeten hoge eisen worden gesteld aan betrouwbaarheid, veiligheid en beveiliging. Een aantal voorbeelden:
- Afzuiging van giftige dampen van de monsters
- Afscherming van de sterke uv-straling van het plasma, terwijl dat toch, voor een goede bediening, zichtbaar moet zijn
- Alleen de toegang tot het vacuüm via de sampler en skimmer openen als het plasma ervoor staat en ingeschakeld is
- Alle stralingslekken voor hoogfrequente velden bewaken en dichten voordat het plasma kan starten
- Temperatuur van de interface binnen strikte grenzen handhaven
- Bewaking van het werkvacuüm, om te voorkomen dat de massaspectrometer beschadigd zou worden
- Bewaking van de voorraad plasma-gas (argon), zodat het plasma tijdig kan worden uitgeschakeld
- Voorkomen dat de gebruiker in aanraking komt met hoge en gevaarlijke spanningen
- Zuur- en temperatuurbestendige materialen kiezen in de monsterruimtes